# کالج بارنارد
کالج بارنارد (انگلیسی: Barnard College) یک کالج هنرهای آزاد مخصوص زنان در نیویورک است. این کالج که در سال ۱۸۸۹ در پاسخ به امتناع دانشگاه کلمبیا از پذیرش زنان در دانشگاهشان شروع به کار کرد یکی از قدیمی‌ترین کالج‌های زنان در جهان و امروزه تنها کالج مخصوص زنان در نیویورک است. این کالج از سال ۱۹۰۰ وابسته به دانشگاه کلمبیا بوده‌است.
پردیس ۴-جریب-فرنگی (۱٫۶-هکتار) بارنارد واقع در  محله مورنینگساید هایتس، منهتن است و در خیابان برادوی بین خیابان‌های ۱۱۶ و ۱۲۰ قرار دارد و درست مقابل پردیس کلمبیا است.

## نگارخانه

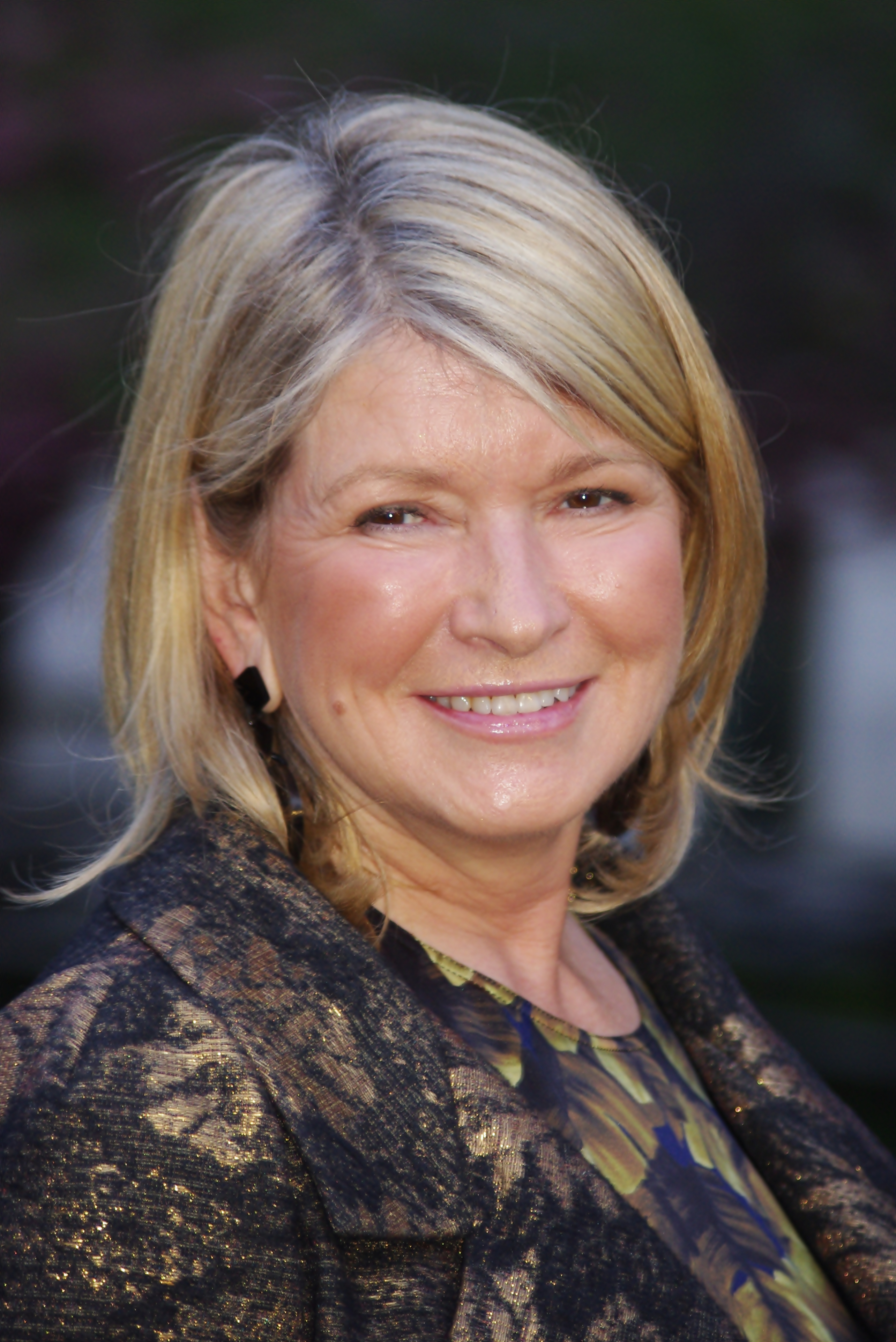
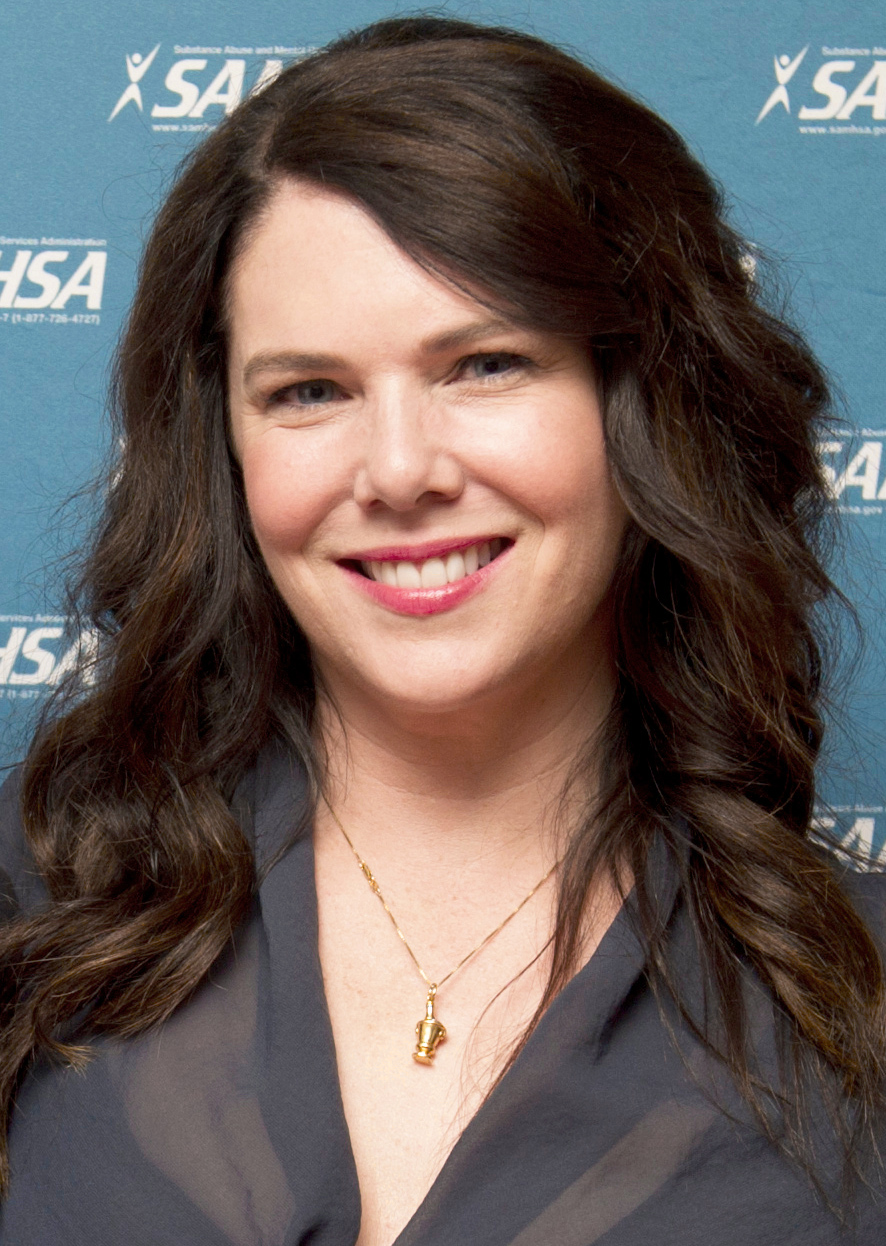
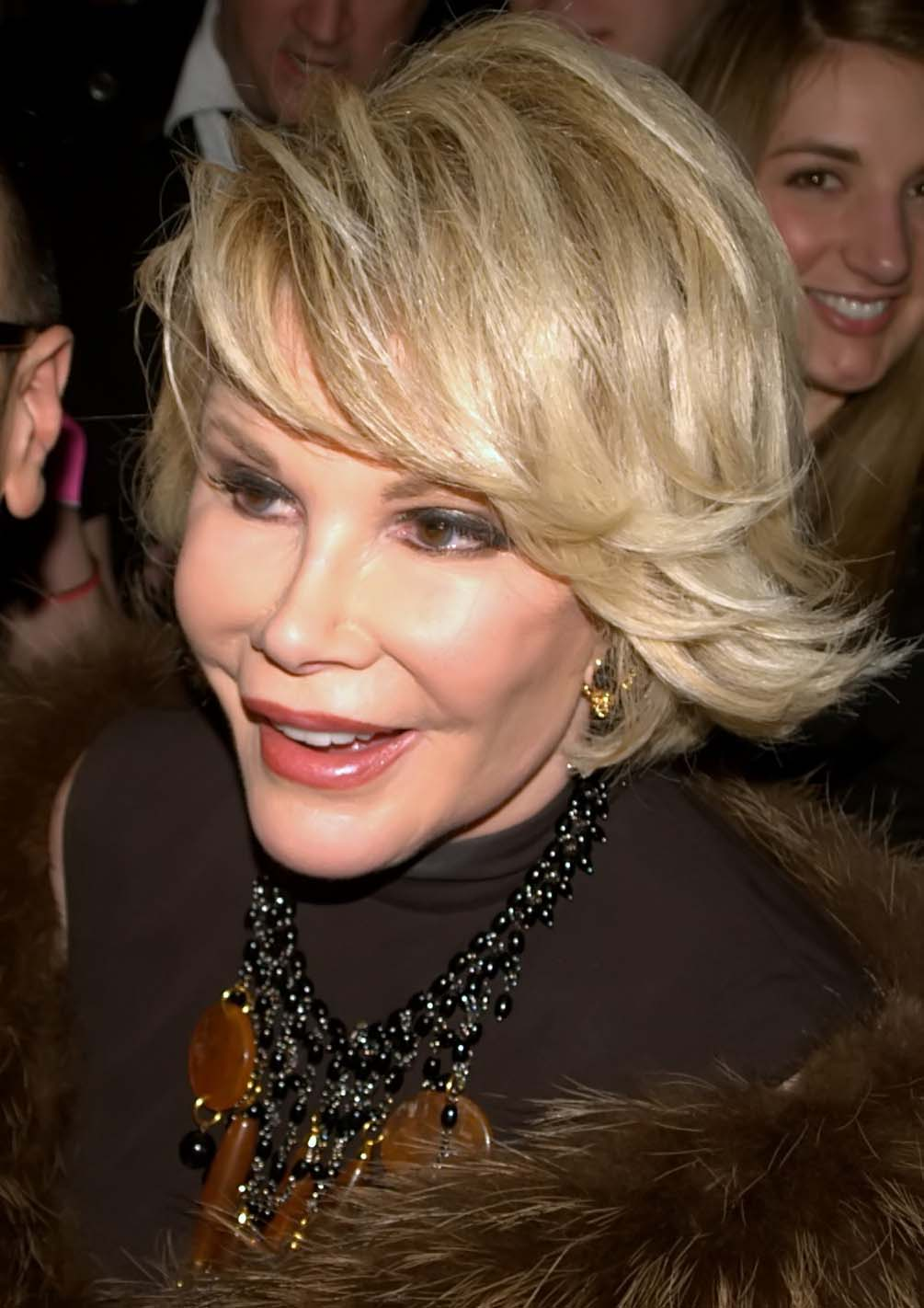